# 悪魔くん (1966年のテレビドラマ)
『悪魔くん』（あくまくん）は、水木しげるによる日本の漫画作品『悪魔くん』を原作とした東映製作の特撮テレビドラマ、並びに主人公のニックネーム。1966年10月6日から1967年3月30日までNETテレビにて放映された。全26話。モノクロ。

## あらすじ
悪魔くんと呼ばれる小学生の山田真吾と人間の大人の姿をした悪魔、メフィストが妖怪や怪獣などと戦う。

## 登場人物
山田 真吾（）
演 - 金子光伸
1万人に1人のほくろを持つ天才少年。Vネックのセーターを着ているのが特徴。

メフィスト（兄）
兄 - 吉田義夫（第1話 - 第10話・第19話）
山田真吾が呼び出した悪魔。チョコレートが好物である。本名はメールセデス・ニチ・メフィスト。

メフィスト（弟）
弟 - 潮健児（第10話 - 第26話）
メフィストの弟。地獄警察に連行された兄に代わり悪魔くんとタッグを組む。本名はシラーサルタン・モメット・メフィスト。
- 初登場時のみ衣裳が異なる。

貧太
演 - 渡辺義文
山田真吾の友人。ロイド眼鏡が特徴。

情報屋
演 - 鈴木芳生（第1話・第2話）→塩屋浩三（第3話 - 第26話）
山田真吾の友人。野球帽とブレザーを着ているのが特徴。

山田 春吉（）
演 - 三遊亭歌奴
真吾の父。タクシードライバーをしている。

山田 松江（）
演 - 楠トシエ
真吾の母。

山田 道子（）
演 - 小笠原あずさ
真吾の妹。

## 登場悪魔・妖怪・怪物
ファウスト
演 - 浜村純
第1話に登場。山田真吾に悪魔の召喚方法とソロモンの笛を与えて臨終する300歳の人間の老人｡

ガンマー
スーツアクター - 土山登志幸
第1話に登場。体中に100個の目を持ち、人間の目を狙って、次々と人を惨殺していた妖怪。名前は「眼魔」を意味する。草原で花をつむ少女に襲い掛かったが、これを見たメフィストの怒りを買い、撃破される。

化け烏
第2話に登場。飛行機を次々と襲撃していた、巨大な烏の姿をした妖怪。その正体は烏人である。飛行機の相次ぐ遭難を聞きつけてやってきたメフィスト達の乗ったセスナを襲撃し、自身の住処である無人島に不時着させる。メフィスト達を翻弄するも、自身が追い詰められたことで再び化烏の姿になって、情報屋を人質にとり、修理を終えたセスナに乗ったメフィスト達を襲うが、激しい空中戦の末、噴火口に叩き落とされ焼け死んだ。

烏人
演 - 久地明
第2話に登場。化烏の正体。飛行機を襲撃し、烏人の住処である無人島に流れ着いた飛行機の乗客たちを魔力により自分と同じ姿に変えている。静かだった空を人間の飛行機などで荒らされたことに怒りを覚えている。メフィストの魔力を奪おうと彼になりすまし、メフィストを烏人の姿にしたが、ソロモンの笛で正体を見破られたことで追い詰められるも、再び化烏の姿になり襲い掛かる。化烏が倒された後、洞窟で烏人の姿に変えられていた乗客たちはメフィストの魔力で元に戻る。

ミイラ妖怪（ミイラ男）
演 - 三重街恒二
第3話に登場。巨大な手を出して、子供達をピラミッドに誘拐していた妖怪。その正体は古代エジプトの魔術師ビアンカである。ビアンカは子供を攫っては生きたままミイラにしていた罪で、自らも生きたままミイラにされてしまった。そしてよみがえった今、また同じことを繰り返そうとしていた。さらに正一少年や貧太、情報屋をさらっていき、戦いを挑むメフィストの前で巨大化し、蹂躙する。ミイラの住処であるエジプトのとあるピラミッドでメフィストと激闘を繰り広げる。圧倒的な強さで、メフィストを追い詰めるも、メフィストがピラミッドの外壁に開けた穴から差し込む太陽光線に身体をさらされたことにより崩れ散る。

大海魔（大海魔パイドン）
スーツアクター - 木内博之
第4話に登場。海難事故を次々と起こしていた妖怪。アンコウに化けて、ドライブにかこつけて海にやってきていた真吾とその家族、情報屋、貧太、そして、メフィストの乗っていた車に水をかけ、走行不能にする。その後、美しい尼僧の姿に化けて、野宿をするメフィスト達に妖怪退治をして欲しいと唆し、真吾とメフィストと一緒に船に乗り、2人に襲い掛かる。メフィストに催眠術をかけ、操ろうとするも、真水が弱点であることを見破られ、メフィストの魔力に敗れる。

ペロリゴン
スーツアクター - 木内博之
第5話に登場。源田家の祖先により池の傍らに安置されていた地蔵に封印されていた妖怪。2人の男（演 - 三木宏祐、佐川二郎）の乗っていたトラックが誤って地蔵を壊したことにより、復活する。唾液は強力な消化力を持ち、人間をも溶かす。メフィストは、以前からペロリゴンのことを知っていた様子で「ペロ」と呼んでいた。遊園地を破壊しながら、真吾達を追いかけ、貧太を飲み込む。メフィストの魔力もまったく歯が立たず、メフィストを真吾と共に飲み込む。胃袋に閉じ込めたメフィストと真吾、貧太を溶解液で溶かそうとするも、メフィストの魔力「ボーリング」で胃袋に穴を開けられ、脱出される。その結果、胃袋からあふれ出した自らの胃液に体を溶かされ、池に沈む。

マネキン妖怪
第6話に登場。廃品になったマネキンが倉庫から動き出し、バイクに乗った男性やバレエ教室の先生や生徒を口から吐く石膏の粉末でマネキンにしていた。一見普通のマネキンだが、首が落下すると、どんどん変化し、目が1つになり、口が巨大化する。女性に弱いメフィストを翻弄し、真吾を石膏に閉じ込める。倉庫に逃げ込んだ後、命をふきこんだ複数のマネキンを使って、メフィストを襲わせ、さらに真吾を人質にとり、巨大なファンに放り込もうとするも、メフィストの魔力「山嵐」で自身がファンに吸い込まれ、絶叫しながら、粉々に砕け散った。
- 撮影にはマネキンが用いられた。

山彦妖怪
第7話に登場。警察に追われていた3人組の強盗団（演 - 関敬六、石橋蓮司、八名信夫）が、祠の封印を破ったため復活、強盗団を木に閉じ込めてしまう。メフィストが放った魔力「稲妻」を浴び、その隙を突いて真吾が封印の札を祠に貼ったことで、再度封印される。その後、木に閉じ込められていた強盗団は元に戻り、警察に逮捕される。

水妖怪
第8話に登場。水死体妖怪とも呼ばれ、心臓や腸などの内臓が全くない。さらに人に憑依し、人に化けることもでき、真吾に化けて、情報屋達を困惑させる。さらに池の水で巨大化し、この後、メフィストの魔力「地獄の火」を浴び、逃走するもガソリンの入ったドラム缶の多数をメフィストが魔力「マシンガン」で爆発させたことにより蒸発、消滅した。

ドクトル・キューラ
演 - 今井健二
第9話に登場。本家の吸血鬼。女性やガードマンを襲い、殺害していた。女性を襲っている最中、突如現れたメフィストの放つ魔力「地獄の火」を浴び、深手を負わせられる。その際の恨みを晴らすことも兼ねて、ハンサムになりたい願望を持つメフィストに罠を仕掛け、「美容整形外科ドクトル・キューラ美容研究所」のチラシでおびき出しすことに成功する。その際、メフィストの杖やマント、帽子をゴミ収集車に捨て、手下の吸血鬼と共に無防備なメフィストを抹殺しようとするも、真吾達の秘策で失敗に終わり、手下の吸血鬼もエレベーターに閉じ込められる。その後、情報屋を人質にとり、催涙スプレーをかけて、メフィスト達を翻弄し、情報屋を配電盤を使っで殺害しようとするも、情報屋が偶然取り出した蛙に驚き、誤って配電盤に接触し、高圧電流により燃え死んだ。

雑魚吸血鬼
第9話に登場。ドクトル・キューラの手下で、美容研究所員になりすまし、メフィストや真吾達を襲う。ニンニク入りの餃子が大の苦手で、真吾達から餃子で攻撃される。エレベーターを使い真吾達を追うも、真吾がエレベーターの機能を停止させたため、4階でエレベーターが停まり、閉じ込められてしまう。

シバの大魔神
第10話に登場。シバの神殿を守る大魔神像で、右腕に剣を持ち、眼から怪光線を放ち、神殿で暴れながら、メフィスト達を襲う。最後は、光線をメフィストに巨大な鏡で跳ね返され、爆発した。

呪術師ザンバ
演 - 安藤三男
第10話に登場。シバ神の使徒。

三つ目妖怪人（守護神ボルガ）
第10話に登場。シバ神の使徒。

油絵妖怪
演 - 三重街恒二
第11話に登場。妖力で豪邸を造り出し、新聞を使って人間をおびき寄せ、館に泊まった人間達の魂を食べ、長年生きていた。館に飾られている油絵の美女（演 - 北原しげみ）が本体。美女の姿で現われてメフィスト達を惑わす。さらに妖婆姿になり、鎖分銅でメフィスト達を襲うも、本体である油絵の左目を潰されたことにより、劣勢となったところで、真吾に背後からサーベルで刺され、さらに正面からメフィストの杖で刺されて倒れ、砂になり消え、それと同時に油絵妖怪が妖力で造り出した豪邸も消える。

狼男（狼人間）
第12話に登場。黒木博士（演 - 金井大）の助手の山本（演 - 蜷川幸雄）に化け、満月草が入ったアタッシュケースを奪い、黒木博士が拉致した貧太に満月草を食べさせ、狼に変える。さらに真吾達に事情を説明していた黒木博士を殺害、毒の牙でメフィスト達を襲う。魔力で鳥に変化したメフィストに噛みつくも、真吾の助言を聞いたメフィストが放った魔力「火の海」で焼かれ、骨だけとなる。

ドクロン（ドクロン妖怪）
第13話に登場。ドクロの顔を持つ。ピエロ（演 - 金井大）に化け、遊園地の魔術ショーに来た真吾や子供達を騙し、会場内にある鏡の間から地獄に叩き落す。子供と亡者を入れ替え、地上を亡者で占領しようと企む。地上に戻った真吾とメフィストとの魔術の応酬の結果、ビンに封印され、宇宙に追放された。

妖術師バラモン
演 - 春日章良
第14話に登場。かつてメフィストの手により地獄の釜に閉じ込められた妖術師。地獄の釜を脱出して地上に逃げるも地獄機動隊に逮捕されたが、捕まる寸前に怠け者の鈴木少年（演 - 清水一之）に魔法大全集を送り、魔法陣を作らせ、地上に再度現れた。鈴木少年のクラスメートを廃屋に連れ去り、鈴木少年を手下扱いし鈴木少年の母親（演 - 山本緑）さえも消し去る。母親とクラスメートを返して欲しいと詰め寄る鈴木少年にソロモンの笛を奪うように命令する。妖術では、メフィストと互角の戦いを繰り広げる。真吾と鈴木少年を人質にとると、奪ったソロモンの笛で、メフィストを苦しめるが、真吾らに笛を奪い返され杖を破壊されて妖力を失う。逃げようとするもメフィストが出現させた地獄の釜に閉じ込められ、再び地獄に送られた。

としぬすみ
スーツアクター - 土山登志幸
第15話に登場。人間を老化させてしまう能力を持ち、情報屋とユキ子のとしを奪う。首と胴体を切り離すなど、メフィストを苦戦させるも、メフィストが鉄板に水をかけた際にあがった蒸気に視界を遮られた隙を突かれ、メフィストに喉を一突きされ倒れる。

ぴんはね（ピンハネ）
演 - 大東良
第15話に登場。としぬすみの手下。腹痛を訴えるメフィストに医者と偽って苦戦させるもメフィストは真吾に助けられる。真吾を襲うも、自らの武器である催眠効果を持つ矢を頭に刺される。さらにとしぬすみに苦戦するメフィストを挑発するも、激昂したメフィストによって尻に火をつけられ、目が覚めた情報屋に追いかけ回されることになる。としぬすみが倒されると、消滅した。

モルゴン
スーツアクター - 草部浩二
第16話に登場。元来は伊勢崎博士（演 - 松本朝夫）の実験用のモルモット7号である。ガンマーX線の研究のため実験用のモルモットを犠牲にする伊勢崎博士を許せずにいた助手の加納万平（演 - 奥村公延）が自ら開発した装置でモルモット7号を巨大化させ、伊勢崎博士や研究者を次々と殺害していた。加納が持つ装置により体の巨大化や縮小が自在である。東宮博士（演 - 真弓田一夫）が開発したモルゴンを操る装置を加納が破壊し、そのまま加納に操られるも、暴走し、東宮博士の研究所を破壊し、加納は研究所の倒壊に巻き込まれ死亡する。最後は、メフィストが魔力「ロケット」を使って出現させた小型ミサイルを真吾が誘導し、ミサイルに頭を刺され死亡する。

黒猫妖怪
第17話に登場。館の主。深夜の女性失踪事件を起こしていた張本人。幽吉を使って、女性達を誘拐させ、彼女らを冷凍保存して、新鮮なまま食べようとする。様々な仕掛けを使って、メフィスト達を捕らえ、火にかけた鉄板にバターを溶かし、調理して食べようとする。危機一髪の所で、杖を取り戻したメフィストの身体に大剣を刺すも倒すことは出来ず、メフィストが鉄板に水をかけ水蒸気を起こし、視力を封じられ、喉に杖の一撃を受け倒される。

幽吉
演 - 岡部正純
第17話に登場。黒猫妖怪の手下で、タクシードライバーに化け、深夜帰宅する女性達に催眠術をかけ連れ去っていた。ところが事故を起こして入院したため、お婆婆に殺害される。

お婆婆
演 - 相馬剛三
第17話に登場。館に住み込んでおり、事故を起こして入院した幽吉を殺害した。その後、メフィストを襲うも、メフィストの投げた帽子を受けて倒される。

雪女
演 - 金子勝美
第18話に登場。雪山の妖怪で、執念深く、「山は自分の物」と豪語し、黒谷の観測所員など山に入ってきた者を襲い殺害していた。口から絶対零度の冷気を吐き、相手を凍結させる。マントが凍結したため山小屋にやってきたメフィスト達の前に娘の姿で現れ、就寝中に襲撃、メフィストの体に氷柱を刺すも、彼が生きていることに驚愕する。メフィストの放つ火炎も一切受け付けず、さらに巨大化して山小屋を破壊し、メフィスト達を翻弄するも、メフィストの放つ魔力「火の矢」を受け激怒し、山崩れを起こして姿を消す。その次の夜、観測所にやってきた魔力が使えないメフィストと真吾、観測所員達を襲い、そのうちの1人・小暮（演 - 北峰有二）を取り込む。観測所員が火の着いた枝を投げたため、一時退散するも、声色を変えて観測所員達を騙し再び襲い掛かる。さらにメフィスト達が観測所から出た直後、巨大化して観測所を破壊する。最後は、魔力が回復したメフィストが「毒には毒を」と称して出現させた氷柱ロケットを大量に受け、転倒し絶命する。

閻魔大王
演 - 大前均
第19話に登場。

妖術師ブラッカー
第19話に登場。妖術師バラモンの弟。兄の仇を討とうとメフィストを狙う。バラモン同様、メフィストと互角の戦いを繰り広げる。メフィストの放つマシンガンをバク転でかわしたり、爆弾になったり、車で追いかけ回すなどし、メフィストを翻弄するも、最後は、兄同様、メフィストが出現させた地獄の釜に閉じ込められる。

未来人兄妹ロロとピッチ
演 - 山田政直（ロロ）、小田有貴子（ピッチ）
第20話に登場。25世紀から、歴史を調べるためにやってきた兄妹。兄妹が着ている洋服自体がタイムマシンで、胸のダイヤルを回して機能を作動させる。パトカーに追われていた3人組の強盗団（演 - トリオ・レ・ポンコツ）の乗った車をトンネルの中で消す。その後、強盗団に騙され、悪事に利用されてしまう。さらにメフィスト達に追われた際には、強盗団に無理やり時間を2倍にさせられたり、メフィストの魔力を無効化するなど、強盗団に有利に利用される。強盗団が捕まった後、お互いを讃えながら、メフィスト達と握手して、未来へと帰った。

化石人ジュラタン
第21話に登場。第三氷河期に生息していた化石人。複数存在する。日本アルプスの異常寒波を起こしていた元凶。その後、何体かは、メフィスト達によって倒されるも、藤波研究所を襲撃し、藤波博士（演 - 清水一郎）の娘・久美（演 - 桑原友美）を居城にさらう。居城に乗り込んだメフィストに娘を奪還され、最後は、魔力「活火山」で居城も山も吹っ飛ばされ全滅する。
- スーツは、映画『海底大戦争』の半魚人を改造したもの。

鬼婆
演 - 泉福之助
第22話に登場。出刃庖丁を持ち、たみ（演 - 嘉手納清美）という娘に化け、メフィスト達を欺いた。飢饉の時生贄にされたことにより村人に復讐をしていた。包丁を自由に飛ばし、稲妻を引き起こすなどメフィストを圧倒する。最後は、メフィストの猛反撃と魔力「天井崩し」を受け、絶命する。

化けぐも
第23話に登場。口から特殊な煙を吐き、相手を蜘蛛の巣にする。スポーツカーのアベック、トラックの運転手、峠の茶屋「ふじや」の親子を立て続けに襲っていた。変幻能力を持ち、等身大になったり、巨大化することもでき、さらに人に化けることもできる。峠の茶屋「ふじや」の娘（演 - 清水みつえ）に化け、さらに巨大化してメフィスト達を襲い、左目を攻撃されるも、取り返す。さらにメフィストに化け、真吾を騙そうとする。その後、羽田空港に逃走し、破壊の限りを尽くす。自衛隊の飛行機の攻撃やメフィストの魔力「ロケット」もまったく効かなかったが、送電線でひるみ、それを見たメフィストが放った魔力「カミナリ」を浴び、倒れた所にメフィストから火を放たれ、焼け死んだ。

カマキリ仙人
演 - 上田忠好
第24話に登場。昔、妖力のある鎌を使い悪さをしており、困っている村人を助けようとした情報屋の先祖（演 - 千葉信男）に鎌を奪われ、その後、法力を持つ円覚和尚の手により洞窟に閉じ込められ、鎌はお堂に封印された。ところが真吾がお堂から鎌を持ち出してしまったため、再び鎌を使い悪さをし、情報屋一家の皆殺しを企む。鎌を駆使して、メフィスト達を何度も窮地に追いやるも、洞窟に乗り込んできたメフィスト達に鎌を奪われ、力を得る釜の火を消されたことで、ばったり倒れ絶命し、洞窟は大爆発を起こす。

ダイヤモンド妖怪（ダイヤ妖怪）
演 - 富田仲次郎
第25話に登場。地獄大王の妻が持つ、人を食って成長するダイヤを盗み、美女達に売り捌いて、ダイヤに監禁していた。ダイヤに入り、美女達を奪還しようとするメフィストとフェンシングを繰り広げる。ダイヤの光を利用して視力を奪う攻撃で、メフィストを苦しめるも、メフィストにレーダーで探された末、メフィストの一撃を受けて死亡。

死神第四号
演 - 滝謙太郎
第26話に登場。ギザギザのついた虫眼鏡を落としてしまい、それを拾った文平（演 - 山田人志）を黄泉の世界に連れ去ろうとする。助けに来た真吾達をも捕らえ、黄泉の世界に連れ去る。時間を間違えて連れてきたことを理由にメフィストから巨大カナヅチで頭からたたかれるというお仕置きを受け死神4号から門番に格下げとなる。再度、真吾達を黄泉の世界に連れ去ろうとし､透明になる能力を用いてメフィストを攻撃するも真吾たちが用意した絵の具により残した足跡を見破られ、真吾とメフィストたちの反撃を受け､逃げ出した直後に教会の鐘の音を聞き、朝が来たことを告げると正体であるコウモリの姿に戻り黄泉の世界に帰っていった。

## スタッフ
- 企画：平山亨、坪井久智
- 原作：水木しげる
- 撮影：下村和夫、高梨昇、林七郎ほか
- 録音：岩田広一、北條照二
- 照明：正木武雄、城田昌貞、山本辰雄、酒井信雄 ほか
- 美術：北郷久典、川村晴通、安井丸男 ほか
- 助監督：竹本弘一、堀長文、冨田義治、館野彰 ほか
- 編集：田中修、大橋四郎 ほか
- 記録：小貫繁子、小舟哲子、生駒桂子、佐伯節子、東紀子 ほか
- 進行主任：深沢道尚、大山勝利、古知屋正裕、池ノ上雄一ほか
- 特殊技術
  - 撮影：矢島信男、堀江毅、小川康男
  - 照明：大森康次
  - 合成：星野行彦、山田孝
  - 美術：井上繁、坂上忠子
  - 操演：市倉正男
- 音楽：山下毅雄
- NETプロデューサー：宮崎慎一
- 制作：東映

## 主題歌
オープニングテーマ
作詞 - 水木しげる、八手三郎 / 作曲 - 山下毅雄 / 歌 - 水島早苗
エンディングテーマ
「悪魔くん」
作詞 - 水木しげる / 作曲 - 山下毅雄 / 歌 - ボーカル・ショップ

## 制作
東映東京制作所による初の本格特撮テレビドラマ。
当時のマガジン編集長である内田勝と渡辺亮徳による『ゲゲゲの鬼太郎』のアニメ化企画がテレビ局に受け入れられなかったため、渡辺の提案により、アニメより制作費の安い実写でテレビ化した上で、『鬼太郎』の企画を進めるために製作された。この目論見は成功し、『鬼太郎』のテレビアニメ化につながった。さらに2年後には、本作品の成功を受けて同じ水木作品の『河童の三平 妖怪大作戦』がモノクロで特撮ドラマ化されている。
後の『仮面ライダー』などの東映特撮作品の原点となった東映プロデューサーの平山亨の初プロデュース作品である。水木しげるの大ファンでもあった平山は、当初貸本漫画版を実写ドラマ化するつもりであったが、貸本版はグロテスクな内容であったため平山の同期のプロデューサーである宮崎慎一はテレビには向かないとの判断を下した。しかし平山は偶然尋ねた少年マガジン編集部で発売前の少年マガジン版『悪魔くん』を目にし、児童向けの内容となっていたこの作品を原作として企画を進めることとなった。
1話完結形式にしたのは、原作者の水木しげるの「毎週視聴者をテレビの前に捉まえるためには、この方式のほうがよい」とする意見があったためで、水木の紙芝居作家としての経験からくるものであったが、平山はテレビ業界を知らないはずの水木の卓見に驚いたと語っている。
水木も、「古い文献から百目の絵を採ってきてガンマーという妖怪をこしらえたり、貸本漫画から化烏を持ってきたり、平山プロデューサーと二人で妖怪のアイディアをいろいろ考えました」とコメントしている。妖怪のデザインは、当時の第一次怪獣ブームの影響により怪獣のような姿のものも多い。造型は複数の制作会社が担当しており、平山は妖怪を並べた時に系統だっていない良さが出たと述べている。
水木の妻の武良布枝によれば、水木は原作の貸本漫画の作風にはこだわりを持っておらず、テレビ向きに作り直したほうがいいと考え、平山に対して自ら番組のためのアイディアを出していたという。
平山によると「東映だって巨大特撮をやれるところを見せよう」という気概と「映画の方をリストラされてきた人達」の情熱があわさり「今じゃ劇場用映画本編だってやれないくらいもの凄い凝りよう」の作品になった。この結果、予算の3倍を越える制作費となり、平山は「会社を潰す気かぁっ!」と怒鳴られたという。監督の田口勝彦は、美術や照明など当時の映画と同等の力が入れられていたことを証言している。
第1話の脚本は坪井久智の推薦により高久進が担当した。伊上勝と桂真佐喜（辻真先）は、平山が渡邊亮徳と懇意であった朝日ソノラマ編集長の坂本一郎から紹介を受け参加した。この後、両者とも平山のプロデュース作品の多くに参加している。
主演の金子光伸も坪井の推薦により起用された。メフィスト役の吉田義夫は宮崎の推薦による。
本作ではメフィストに兄弟がいることになっているが、これはメフィスト役の吉田が持病の肺病の悪化で立ち回りが不可能となり降板したため、後を継いだ潮健児演じるメフィストを「弟」とした結果である。平山は、助監督を務めた映画『御金蔵破り』で変な役者として印象に残っていた潮を起用することを思いたち、満場一致で決定したという。以後、潮は平山の担当作品の常連として数々の作品に出演している。
なお、関東地方では裏番組に同じく週刊少年マガジン連載の漫画を原作としてテレビアニメ『ハリスの旋風』が放映されており、マガジンの編集部は誌上での両作品の扱いに苦慮したという。
本作品は人気を得たものの、妖怪を題材としていることから縁起が悪いとしてスポンサーがつかず、スポンサーが毎回異なるという形式で放送され、2クールで終了となった。同様の理由からロケ場所の使用にも苦労があったといい、ウルトラシリーズのように怪獣（妖怪）のソフビ人形が発売されることもなかった。水木は3クール目以降も構想していたが、2クールで終了し残念であったと述べている。

## 放送リスト
| 放送日         | 話 数 | サブタイトル   | 脚本               | 監督     | 登場妖怪                                  |
| -------------- | ----- | -------------- | ------------------ | -------- | ----------------------------------------- |
| 1966年 10月6日 | 1     | 妖怪ガンマー   | 高久進             | 小林恒夫 | ガンマー                                  |
| 10月13日       | 2     | 化烏           | 高久進             | 小林恒夫 | 化鳥                                      |
| 10月20日       | 3     | ミイラの呪い   | 伊上勝             | 山田稔   | ミイラ妖怪                                |
| 10月27日       | 4     | 大海魔         | 若林一郎           | 小林恒夫 | 大海魔パイドン                            |
| 11月3日        | 5     | ペロリゴン     | 桂真佐喜           | 加島昭   | ペロリゴン                                |
| 11月10日       | 6     | 首人形         | 七条門、豊田総治   | 小林恒夫 | マネキン妖怪                              |
| 11月17日       | 7     | 魔の谷         | 桂真佐喜           | 加島昭   | 山彦妖怪                                  |
| 11月24日       | 8     | 水妖怪         | 七条門、豊田総治   | 竹本弘一 | 水妖怪                                    |
| 12月1日        | 9     | 吸血鬼         | 若林一郎           | 山田稔   | ドクトル・キューラ                        |
| 12月8日        | 10    | シバの大魔神   | 伊上勝             | 加島昭   | シバの大魔神、呪術師ザンバ、 守護神ボルガ |
| 12月15日       | 11    | 幻の館         | 高久進             | 佐藤肇   | 油絵妖怪                                  |
| 12月22日       | 12    | 狼人間         | 伊上勝             | 加島昭   | 狼男                                      |
| 12月29日       | 13    | ドクロンの踊り | 高久進             | 佐藤肇   | ドクロン妖怪                              |
| 1967年 1月5日  | 14    | 妖術師バラモン | 伊上勝             | 田口勝彦 | 妖術師バラモン                            |
| 1月12日        | 15    | 妖怪としぬすみ | 桂真佐喜           | 田口勝彦 | としぬすみ、ぴんはね                      |
| 1月19日        | 16    | モルゴン       | 藤波敏郎           | 竹本弘一 | モルゴン                                  |
| 1月26日        | 17    | 黒猫館         | 奥中惇夫、竹本弘一 | 竹本弘一 | 黒猫妖怪                                  |
| 2月2日         | 18    | 怪奇雪女       | 伊上勝             | 加島昭   | 雪女                                      |
| 2月9日         | 19    | 地獄脱出作戦   | 押川国秋           | 竹本弘一 | 閻魔大王                                  |
| 2月16日        | 20    | 未来ゾーン     | 伊上勝             | 加島昭   | ロロ、ピッチ                              |
| 2月23日        | 21    | 化石人         | 高久進             | 田口勝彦 | 化石人ジュラタン                          |
| 3月2日         | 22    | 呪いの森の魔女 | 高久進             | 田口勝彦 | 鬼婆                                      |
| 3月9日         | 23    | 化ぐも         | 藤波敏郎、竹本弘一 | 竹本弘一 | 化蜘蛛                                    |
| 3月16日        | 24    | カマキリ仙人   | 藤波敏郎、竹本弘一 | 竹本弘一 | カマキリ仙人                              |
| 3月23日        | 25    | 人喰いダイヤ   | 伊上勝             | 折田至   | ダイヤモンド妖怪                          |
| 3月30日        | 26    | 透明怪人       | 伊上勝             | 折田至   | 死神第4号                                 |

## 放送局
- NET：木曜 19:00 - 19:30
- 北海道放送：土曜 18:00 - 18:30[26]
- 青森放送：金曜 18:00 - 18:30[27]
- 秋田放送：土曜 18:00 - 18:30[28]
- 山形放送：月曜 - 金曜 17:00 - 17:30（1970年に放送）[29]
- 仙台放送：日曜 8:30 - 9:00[30]
- 静岡放送：土曜 17:30 - 18:00[31]
- 名古屋テレビ：木曜 19:00 - 19:30[32]
- 毎日放送：木曜 19:00 - 19:30[33]
- 日本海テレビ：金曜 17:10 - 17:40（1968年1月時点）[34]
- 高知放送：火曜 17:10 - 17:40（1968年3月時点）[35]
- 九州朝日放送：木曜 19:00 - 19:30[36]

## 関連商品
東映ビデオからビデオソフトで全7巻を下記の通りに収録し、発売の後、LDソフトで全話を発売。LDはマルチトラック収録。（ビデオ、LDとも廃盤）
VHS
- 悪魔くん 1 - 1、3、5、10話を収録。
- 悪魔くん 2 - 4、6話を収録。
- 悪魔くん 3 - 8、11、18、20話を収録。
- 悪魔くん 4 - 9、15、23、25話を収録。
- 悪魔くん 5 - 7、13、17、24話を収録。
- 悪魔くん 6 - 2、14、21、22話を収録。
- 悪魔くん 7 - 12、16、19、26話を収録。

DVD
- 悪魔くん Vol.1（2003年6月21日、2016年7月13日（廉価盤）発売） - 1話から13話を収録。
- 悪魔くん Vol.2（2003年9月21日、2016年7月13日（廉価盤）発売） - 14話から26話を収録。

※2003年発売盤、2016年の廉価盤発売共、収録内容は同じ。

CD
主題歌やBGMを収録。
- 悪魔くん ミュージックファイル（1997年8月1日発売）
- 悪魔くん ミュージックファイル Vol.2（1998年6月21日発売）

## その他
- 「ゲゲゲの女房」（NHK）の第18週（2010年7月26日-7月31日=第103-108回）「悪魔くん復活」において、この実写版第1作の「悪魔くん」誕生秘話が描かれている。そのうち、7月29日・第106回で、水木（演者・向井理）らスタッフが「悪魔くん」第1回当時の映像を見る件があった。これには東映保有のライブラリーテープが使用された。
- 2017年11月から2018年2月まで、YouTubeの「東映特撮 YouTube Official」にて配信が行われた。